# Artemi Dmitrijewitsch Gunko
Artemi Dmitrijewitsch Gunko (russisch Артемий Дмитриевич Гунько; * 6. April 2004 in Moskau) ist ein russischer Fußballspieler.

## Karriere
Gunko ist der Sohn des ehemaligen Fußballers und Trainers Dmitri Gunko. Er begann seine Karriere in der Jugendverein von Spartak Moskau. 2023 wechselte er zum Zweitligisten Kosmos Dolgoprudny. In der Saison 2023/24 absolvierte er 27 Ligaspiele. Im Februar 2025 unterschrieb Gunko einen Vertrag beim armenischen Erstligisten FC Urartu Jerewan.